# 阿迈厄布罗站 (哥本哈根地铁)
阿迈厄布罗站（丹麥語：Amagerbro Station）是哥本哈根地铁的一个地下车站，位于丹麦哥本哈根东阿迈厄岛区。因所在区域曾是哥本哈根阿迈厄城门（已拆毁）外的关厢而得名。2002年10月19日启用。由且仅由哥本哈根地铁2号线使用，属于第1收费区。本站周边有多条公交线路可供换乘，另设有自行车停放设施。
现已全线关闭的阿迈厄岛铁路的终点站也是“阿迈厄布罗站”，位于今地铁以北约500米处。

## 外部連結
- 哥本哈根地铁丹麦文官网对阿迈厄布罗站的介绍
- 哥本哈根地铁英文官网对阿迈厄布罗站的介绍（互联网档案馆存档网址）